# Aleksey Nikolaev
Aleksey Nikolaev (en ruso: Алексей Владимирович Николаев; Vorónezh, RSFS de Rusia; 5 de septiembre de 1979) es un futbolista de Uzbekistán nacido en Rusia que juega en la posición de defensa y que actualmente milita en el Kokand 1912 de la Liga de fútbol de Uzbekistán.

## Carrera

### Club
| Periodo   | Club                  |
| --------- | --------------------- |
| 2000–2002 | Qizilqum Zarafshon    |
| 2003–2005 | Pakhtakor Tashkent    |
| 2006      | Shinnik Yaroslavl     |
| 2006–2007 | FK Aktobe             |
| 2008      | FC Bunyodkor          |
| 2009      | Shenzhen Shangqingyin |
| 2010      | FK Samarqand-Dinamo   |
| 2011      | Qizilqum Zarafshon    |
| 2012      | Pakhtakor Tashkent    |
| 2012–2013 | FK Buxoro             |
| 2014      | NBU Osiyo             |
| 2015–     | Kokand 1912           |

### Selección nacional
Jugó para Uzbekistán en 42 ocasiones de 2002 a 2008, participó en dos ediciones de la Copa Asiática y en los Juegos Asiáticos de 2002.

## Logros
- Uzbek League (3): 2003, 2004, 2005, 2008
- Uzbek Cup (3): 2003, 2004, 2005, 2008
- Kazakhstan Premier League (1): 2007